# Tulipan pachnący
Tulipan pachnący (Tulipa suaveolens) – gatunek rośliny z rodziny liliowatych. Pochodzi z płd. wsch. części Europy, środkowej i zachodniej Azji i Syberii. Jest uprawiany jako roślina ozdobna. Jest protoplastą wielu odmian tulipana. Tworzy liczne mieszańce.

## Morfologia
PokrójBylina dorastająca do 30 cm wysokości.
LiścieEliptyczno-lancetowate.
KwiatyPojedyncze, w kolorze żółtym lub czerwonym. Dość duży, o dzwonkowatym kształcie, wyrastające na szczycie pędu.
OwocW postaci torebki.